# 51 Nemausa
51 Nemausa هو كويكب، يقع ضمن حزام الكويكبات. اكتشف في 22 يناير 1858. وقد اكتشفه جوزيف لوران.

## روابط خارجية
- 51 Nemausa في قاعدة بيانات مختبر الدفع النفاث لأجرام النظام الشمسي الصغيرة

- الاكتشاف · مخطط المدار ·  العناصر المدارية · المعلمات المادية

- 51 Nemausa على موقع ويكي سكاي: DSS2, SDSS, GALEX, IRAS, Hydrogen α, X-Ray, Astrophoto, Sky Map, Articles and images